# Alberto Pariani
Alberto Pariani, italijanski general, * 1876, † 1955.